# Вратар
Вратар в спорта е названието на пост, съществуващ в множество отборни спортове.
Обикновено непосредствено трябва да пречи на играчите на противниковия отбор да вкарват голове. Поради тази специфична роля правилата, касаещи неговата игра, са често различни от тези, които се отнасят до другите играчи.
Например във футбола вратарят е единственият играч, на когото е позволено да докосва топката с ръце, докато се намира в собственото си наказателно поле. Когато вратар получи пас от съотборник, няма право да докосва топката с ръце, освен когато пасът към него е подаден с глава. Ако докосне топката с ръце, се отсъжда свободен удар.
Вратарят също може да вкарва голове (например от свободни удари или дузпи).
Някои спортове, в които съществува позицията вратар, са: футбол, хандбал, хокей на лед, хокей на трева, хокей с топка, водна топка.